# Quận Potter, Texas
Quận Potter (tiếng Anh:Potter County) là một quận trong tiểu bang Texas, Hoa Kỳ. Quận lỵ đóng ở thành phố. Theo kết quả điều tra dân số năm 2000 của Cục điều tra dân số Hoa Kỳ, quận có dân số người.